# Mountain Bike als Jocs Europeus de 2015
Les proves de Mountain Bike als Jocs Europeus de 2015 es van celebrar el dia 13 de juny, la femenina a les 9:00 i la masculina a les 12:30 al Mountain Bike Velopark

## Classificació
Per aconseguir una plaça en les proves se segueixen els barems de les taules i de la posició en el ranquing de nacions de l'UCI.

### Cursa masculina
| Motiu de classificació       | Rànquing del país | Atletes per CON | Classificat |
| ---------------------------- | ----------------- | --------------- | --- |
| País Organitzador            | N/D               | 2               | Azerbaidjan |
| Rànquing de Nacions de l'UCI | 1–5               | 3               | Suïssa · França · Alemanya · Espanya · Itàlia |
| Rànquing de Nacions de l'UCI | 6–10              | 2               | Països Baixos · Txèquia · Bèlgica · Suècia · Eslovàquia |
| Rànquing de Nacions de l'UCI | 11–29             | 1               | Àustria · Portugal · Regne Unit · Rússia · Israel · Ucraïna · Polònia · Noruega · Hongria · Dinamarca · Letònia · Grècia · Finlàndia · Turquia · Estònia · Romania · Eslovènia · Luxemburg · Sèrbia |
| Total                        |                   | 46              | |

### Cursa femenina
| Motiu de classificació       | Rànquing del país | Atletes per CON | Classificat                                      |
| ---------------------------- | ----------------- | --------------- | ------------------------------------------------ |
| País Organitzador            | N/D               | 2               | Azerbaidjan                                      |
| Rànquing de Nacions de l'UCI | 1–5               | 3               | Suïssa · Eslovènia · Alemanya · Polònia · França |
| Rànquing de Nacions de l'UCI | 6–10              | 2               | Noruega · Suècia · Bèlgica · Txèquia · Itàlia    |
| Rànquing de Nacions de l'UCI | 11–14             | 1               | Rússia · Dinamarca · Àustria · Ucraïna           |
| Total                        |                   | 31              |                                                  |

## Medallistes
| Event                 | Or                     | Plata                       | Bronze                      |
| Mountain Bike Masculí | Suïssa · Nino Schurter | Suïssa · Lukas Fluckiger    | Suïssa · Giger Fabian       |
| Mountain Bike Femení  | Suïssa · Jolanda Neff  | Suïssa · Kathrin Stirnemann | Polònia · Maja Wloszczowska |